# Astroboa clavata
Astroboa clavata är en ormstjärneart som först beskrevs av George Richard Lyman 1861.  Astroboa clavata ingår i släktet Astroboa och familjen medusahuvuden. Inga underarter finns listade i Catalogue of Life.